# Acutisoma
Genre
Synonymes
- Itatiaya Roewer, 1928 nec Mello-Leitão, 1915
- Leitaoius Roewer, 1930

Acutisoma est un genre d'opilions laniatores de la famille des Gonyleptidae.

## Distribution
Les espèces de ce genre sont endémiques du Brésil. Elles se rencontrent dans les États de São Paulo, de Rio de Janeiro et du Minas Gerais.

## Liste des espèces
Selon World Catalogue of Opiliones (20/08/2021) :
- Acutisoma acutangulum (Simon, 1879)
- Acutisoma coriaceum DaSilva & Gnaspini, 2010
- Acutisoma longipes Roewer, 1913

## Publication originale
- Roewer, 1913 : « Die Familie der Gonyleptiden der Opiliones-Laniatores. » Archiv für Naturgeschichte, sér. A, vol. 79, no 4, p. 1–256 (texte intégral).